# Darantasia cuneiplena
Darantasia cuneiplena là một loài bướm đêm thuộc phân họ Arctiinae, họ Erebidae.